# St. Albertus Magnus (Oberesslingen)

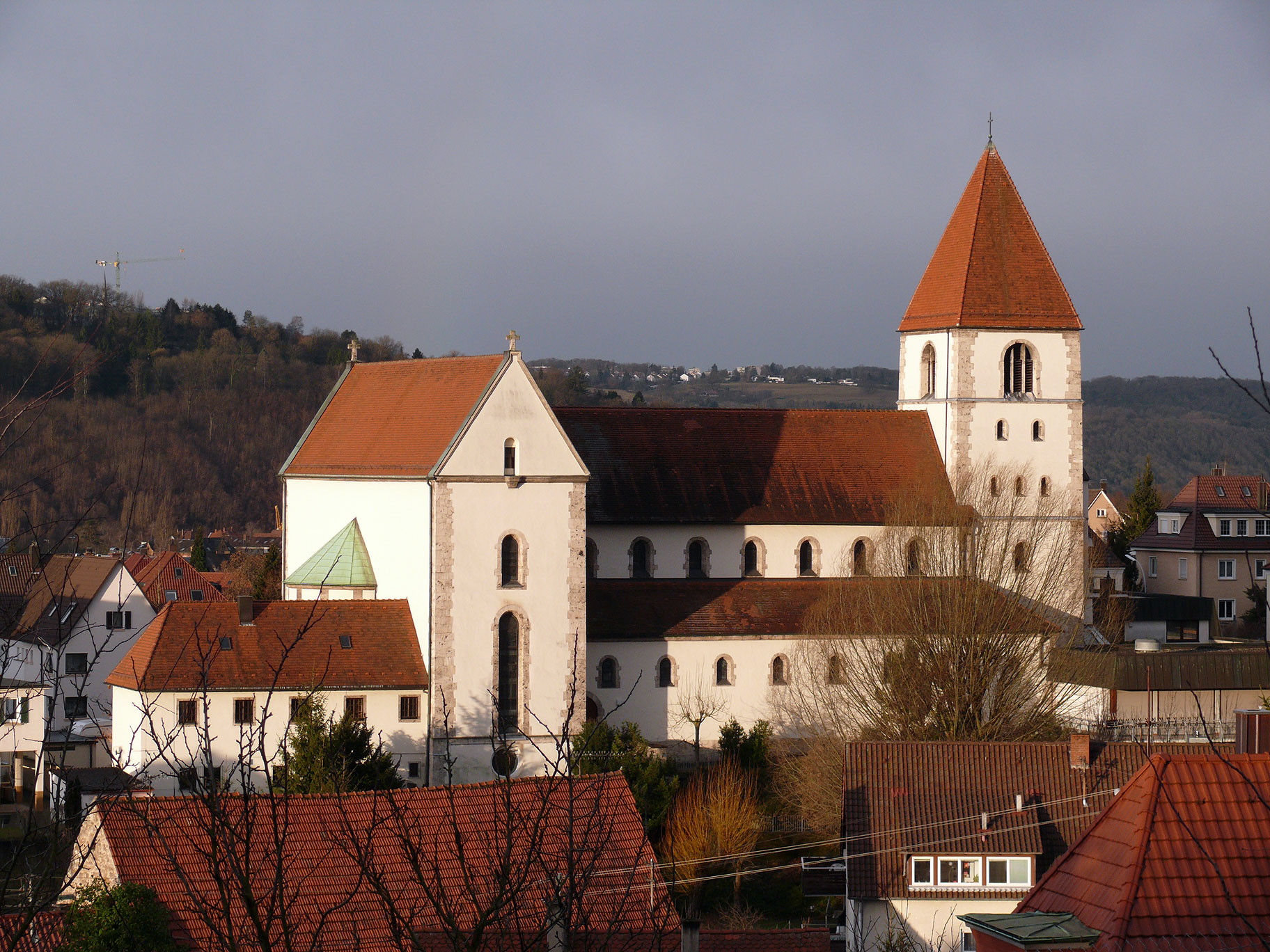
St. Albertus Magnus in Oberesslingen

Die römisch-katholische Pfarrkirche St. Albertus Magnus ist ein geschütztes Kulturdenkmal nach dem Denkmalschutzgesetz. Sie steht in Oberesslingen, einem Stadtteil von Esslingen am Neckar im Landkreis Esslingen in Baden-Württemberg. Die Kirchengemeinde gehört zum Dekanat Esslingen-Nürtingen der Diözese Rottenburg-Stuttgart.

## Geschichte
Oberesslingen, in seit der Reformation protestantischer Region gelegen, gehörte bis in die 1920er Jahre zum Pfarrbereich von St. Paul in Esslingen. Dann ließ die Bevölkerungsentwicklung den Wunsch nach einer eigenen Gemeinde aufkommen. 1933 wurde eine Holzkirche geweiht. Sie erhielt das seltene Patrozinium des hl. Albertus Magnus, da die Mutterkirche St. Paul 1268 von diesem bedeutenden Dominikanertheologen geweiht worden war. Unter schwierigen Bedingungen und nur durch Eigenleistung an Arbeit und Geld konnte in den ersten Nachkriegsjahren die geräumige Steinkirche entstehen.

## Beschreibung

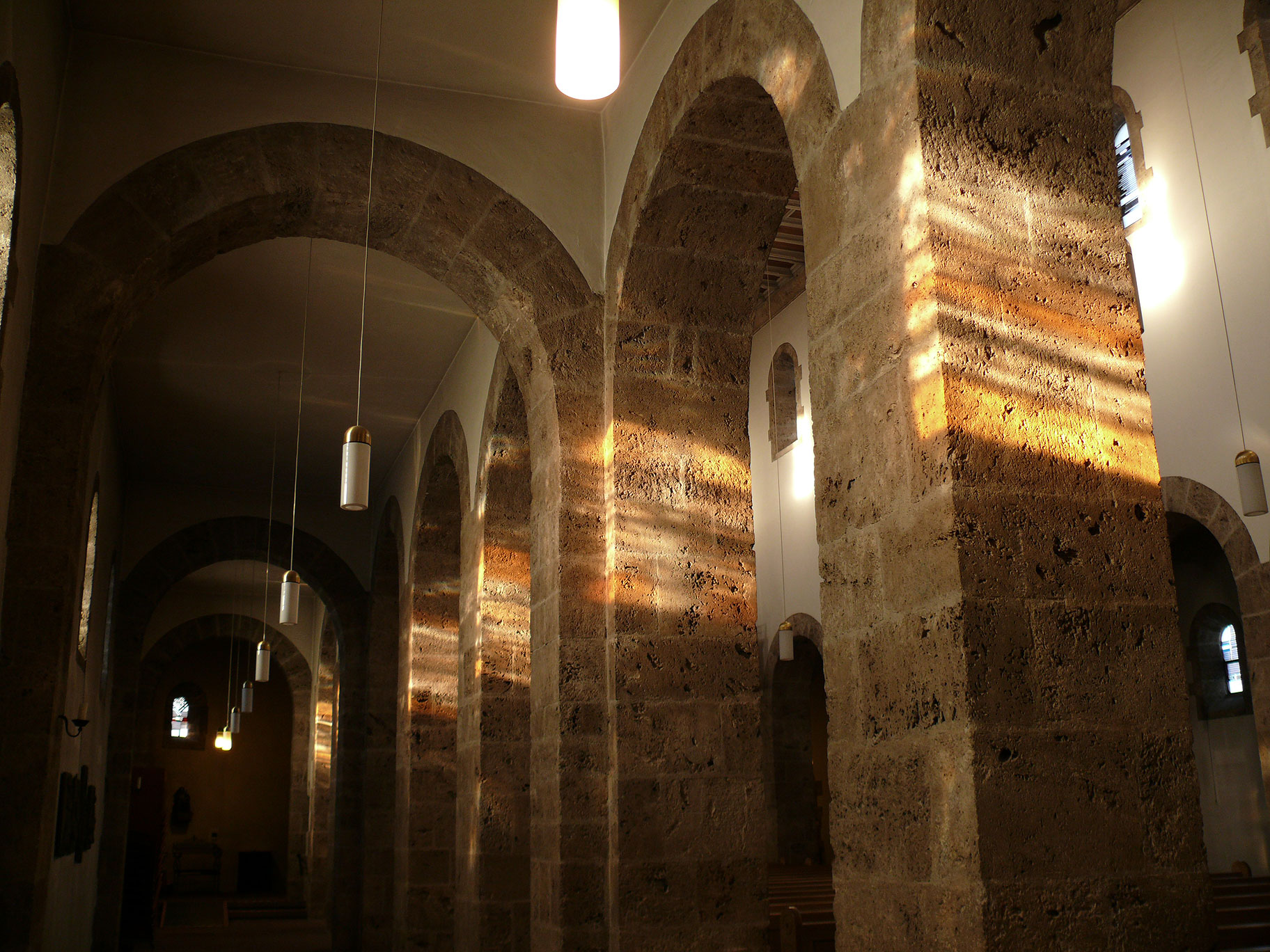
Südschiff

Die Basilika wurde 1947 bis 1950 nach Plänen von Ernst Barth im neuromanischen Stil erbaut. Als ein Vorbild gilt das Reichenauer Münster. Ihr Langhaus mit einem Mittelschiff und zwei Seitenschiffen schließt im Südosten mit einem deutlich achsenverschobenen Querschiff mit einer Apsis in Breite des Mittelschiffs ab. Der Kirchturm im Nordwesten des Mittelschiffs ist mit einem Pyramidendach bedeckt. Sein oberstes Geschoss beherbergt den Glockenstuhl mit vier Kirchenglocken. Die Kirchenausstattung stammt zum Teil aus der Zeit der Romanik.

## Orgel
Die Ende er 1940er Jahre eingebaute dreimanualige Orgel erwies sich als störanfällig und galt schließlich als nicht restaurierbar. 1990 wurde ein neues Instrument durch den Orgelbauer Peter Plum aus Marbach/Neckar installiert. 2009/2010 und 2022/2023 erfolgte eine umfassende Renovierung durch die Firma Friedrich Lieb aus Bietigheim.